# Lisi wrych
Lisi wrych (bułg. Лиси връх) – wieś w Bułgarii, w obwodzie Szumen, w gminie Kaolinowo. W 2024 roku liczyła 33 mieszkańców.